# Kiryl Hatawez
Kiryl Waler’jewitsch Hatawez (belarussisch Кірыл Валер'евіч Гатавец, russisch Кирилл Валерьевич Готовец/Kirill Walerjewitsch Gotowez; * 25. Juni 1991 in Minsk, Weißrussische SSR, Sowjetunion) ist ein belarussischer Eishockeyspieler, der seit 2022 beim HK Dynamo Moskau in der Kontinentalen Hockey-Liga unter Vertrag steht.

## Karriere
Kiryl Hatawez begann seine Karriere als Eishockeyspieler bei Junior Minsk, wo er bereits als 16-Jähriger in der zweitklassigen belarussischen Wysschaja Liga spielte und diese mit dem Klub 2008 gewinnen konnte. 2008 wurde er beim CHL Import Draft in der ersten Runde von den Brandon Wheat Kings als insgesamt 39. Spieler gezogen. Anschließend ging er nach Nordamerika, wechselte aber nicht zu den „Weizenkönigen“ in die Western Hockey League, sondern spielte zwei Jahre an der Shattuck St. Mary’s, wo er zugleich die High School besuchte. In dieser Zeit wurde er im NHL Entry Draft 2009 in der siebten Runde als insgesamt 183. Spieler von Tampa Bay Lightning und im KHL Junior Draft 2009 in der ersten Runde an Position 18 vom HK Dinamo Minsk ausgewählt. Im Sommer 2010 nahm er ein Studium an der Cornell University auf und spielte währenddessen vier Jahre für deren Hochschulmannschaft Cornell Big Red in der Universitätsliga ECAC Hockey, absolvierte aber im April 2014 auch ein Spiel für die Milwaukee Admirals in der American Hockey League (AHL).
Im April 2013 veräußerte Tampa Bay Lightning die NHL-Rechte für Hatawez an die Chicago Blackhawks. Im Sommer 2014 wechselte er in deren Organisation und spielte zwei Jahre für die Farmteams Rockford IceHogs in der AHL und Indy Fuel in der ECHL. 2016 kehrte er in seine belarussische Heimat zurück, wo er bis 2020 (unterbrochen von einer weiteren AHL-Spielzeit bei Manitoba Moose) in der Kontinentalen Hockey-Liga  spielte. Anschließend wechselte er zum HK Awangard Omsk, mit dem er 2021 den Gagarin-Pokal und damit auch die russische Meisterschaft gewann. 2022 zog es ihn weiter zum Ligakonkurrenten HK Dynamo Moskau.

### International
Für Belarus nahm Hatawez an den U18-Weltmeisterschaften 2008 in der Top-Division und nach dem dortigen Abstieg 2009, als der sofortige Wiederaufstie gelang, in der Division I teil. Des Weiteren stand er im Aufgebot Belarus’ bei den U20-Weltmeisterschaften 2010 und 2011 in der Division I.
Im Seniorenbereich vertrat er Belarus bei den Weltmeisterschaften der Top-Division 2010, 2011, 2014 und 2016. Zudem vertrat er seine Farben bei den Olympiaqualifikationen für die Winterspiele 2018 in Pyeongchang und 2022 in Peking.

## Erfolge und Auszeichnungen
- 2008 Gewinn der Wysschaja Liga mit Junior Minsk
- 2009 Aufstieg in die Top-Division bei der U18-Weltmeisterschaft der Division I, Gruppe A
- 2021 Gewinn des Gagarin-Pokals und der russischen Meisterschaft mit dem HK Awangard Omsk

## Statistik
(Stand: Ende der Saison 2024/25)